# Руперто, Чезаре
Чезаре Руперто (итал. Cesare Ruperto; род. 28 мая 1925, Филадельфия) — итальянский юрист, председатель Конституционного суда Италии (2001—2002).

## Биография
Чезаре Руперто родился 28 мая 1925 года в Филадельфии.
С 1976 по 1981 год он был президентом Союза итальянских магистратов: последним президентом, потому что ему удалось выполнить трудную задачу воссоединения с Национальной ассоциацией магистратов, от которой двадцатью годами ранее отделилось подавляющее большинство апелляционных и кассационных судей. Основан Союз судов, впоследствии открытый для всех магистратов под названием Союза итальянских магистратов.
Более чем через три года после истечения срока его полномочий в Конституционном суде, в июне 2006 года, он был назначен председателем Федерального апелляционного суда и, среди прочего, председательствовал в коллегии судей на макси-процессе в отношении Кальчиополи, выдав в июле суровый приговор. В октябре следующего года он ушёл в отставку, чтобы посвятить себя другой общественной и частной деятельности. Никогда не отказываясь от профессиональной привычки, приобретенной за более чем полвека судебной деятельности, он по-прежнему держится в стороне от какой-либо политической воинственности, вместо этого участвуя, с осторожностью, но с юношеским энтузиазмом, в культурных дебатах, на конференциях и собраниях во многих университетах со студентами и докторантами в области права или участвуя в различных юридических конференциях. Но в то же время он осуществляет консультативную деятельность (особенно для конституционных органов) и ограниченную, но эффективную арбитражную деятельность.
Результатом его работы в последние годы также являются опубликованные им юридические труды, с некоторыми из которых можно ознакомиться в сборнике, отредактированном и представленном выдающимся юристом Гвидо Альпа.